# GALDE'rLa
GALDE'rLa （がるでるら）は、日本のバーチャルYouTuber、バーチャルシンガー、歌手、声優。主な活動場所は SHOWROOM。Elements Gardenがプロデュースを担当している。2020年1月7日までは、吉 七味。（よし ななみ）の名で活動していた。

## 来歴
- 2018年10月、エイベックス・ピクチャーズとSHOWROOMの合同企画として開催された、史上初の「女性バーチャルタレント限定」オーディションにて優勝を果たし、テレビアニメ『賢者の孫』のEDアーティスト・声優としてデビューする権利を獲得した[1]。
- 2019年6月19日、1stシングルを発売し、メジャーデビューを果たす。
- 2020年1月8日、吉七味。からGALDE'rLaへ改名。Make me completeのMVを公開した。

## 人物
誕生日は7月10日、身長は160cm、体重は42kg、趣味はネット・中国語・エモい曲収集、好きなものはフレデリック・エモい曲・美しい景色・納豆、苦手なものはカタカナ、特技は探偵、夢は武道館でワンマンライブを行い、アジアNo1のバーチャルシンガーになること、モットーは「好きなことだけして生きてく」、休日の過ごし方はネットサーフィン。

## 出演

### テレビアニメ
- 賢者の孫（2019年、ミランダ＝ウォーレス）[2]

### テレビ番組
- アニゲー☆イレブン!（BS11、2019年7月5日）[3]

### イベント
2019年
- Re:animation 13 in ageHa（1月12日）
- AnimeJapan 2019（3月23日、エイベックス・ピクチャーズブース）
- 第2回アルテマ音楽祭（6月14日、エターナルライブステージ第四部）
- 吉七味。×まりなす（仮）圧倒的 Virtual Night（6月27日、秋葉原エンタス）
- 吉七味。てんきゅ！リハライブ（6月29日、SHOWSTAGE）
- 賢者の孫EDテーマ「圧倒的 Vivid Days」発売記念イベント（7月6日、ソフマップAKIBA 4号店 アミューズメント館 8F）
- DIVE XR FESTIVAL supported by SoftBank（9月23日、幕張メッセ） - 特別ユニット「SHOWROOMバーチャルスターズ」の一員として出演。
- お待たせ！てんきゅライブ！～歯が抜けても歌いきる！～（10月6日、SHOWSTAGE）

## ディスコグラフィ
出典：

### タイアップ
| 楽曲              | タイアップ                                 | 時期   |
| ----------------- | ------------------------------------------ | ------ |
| 圧倒的 Vivid Days | テレビアニメ『賢者の孫』エンディングテーマ | 2019年 |

## 執筆
- 心臓のうた - 小説家になろう（2019年4月6日 - ）